# Piazza John Mackintosh
La Piazza John Mackintosh (in inglese conosciuta come John Mackintosh Square, o colloquialmente "The Piazza") è la piazza principale del territorio d'oltremare di Gibilterra. È stato il centro della città dal XIV secolo e prende il nome da John Mackintosh, un filantropo locale. Gli edifici più notevoli sulla piazza sono il Parliament Building e la Gibraltar City Hall. Prima dell'occupazione inglese, la piazza aveva il nome spagnolo di "Plaza Mayor", poi ebbe vari altri nomi tanto durante il periodo spagnolo come durante il periodo inglese.
Nel 1939, si iniziarono gli scavi per costruire una serie di rifugi anti-bombardamento per la popolazione civile durante la Seconda guerra mondiale. Oggi questi rifugi sono utilizzati, in parte, come bagni pubblici a pagamento.